# Cesare Saluzzo di Monterosso
Cesare Saluzzo di Monterosso (Saluzzo, 24 giugno 1837 – Saluzzo, 29 maggio 1906) è stato un politico italiano.
Fu senatore del Regno d'Italia nella XVI legislatura.